# تشانغ آه-2
تشانغ آه-2 (بالصينيَّة المبسَّطة: 嫦娥二号، بالصينيَّة التقليديَّة: 嫦娥二號) هو مسبار فضاء غير مأهولٍ صيني الصُّنع لاستكشاف القمر أطلق في 1 أكتوبر سنة 2010. كانت المهمة لاحقةً لرحلة تشانغ آه-1، التي كانت قد أطلقت في سنة 2007. كانت مركبة تشانغ آه-2المرحلة الأولى من البرنامج الصيني لاستكشاف القمر، إذ أنجزت دراساتٍ عديدة لسطح القمر من على مدار ارتفاعه 100 كيلومتر، وذلك كاستعدادات لهبوط المستكشف تشانغ آه-3 في 13 ديسمبر سنة 2013. كانت مركبة تشانغ آه-2 شبيهة بسابقتها تشانغ 1، لكنها حظيت ببعض التحسينات التقنية، بما فيها كمرة تصوير أكثر تطوُّراً بدقة مترٍ واحد. كان اسم المركبة - مثل سابقاتها أيضاً - تشانغ، وهي آلهة قمرية صينيَّة قديمة. بلغت ميزانية مهمة تشانغ آه-2 الكليَّة حوالي 134 مليون دولار أمريكي (نحو 900 مليون ين).
بعد أن أنهى مسبار تشانغ آه-2 مهمَّته الأساسية في استكشاف القمر، انتقل إلى مدار حول الشمس عند نقطة لاغرانغ L2، بغرض اختبار نظام التحكم والتتبُّع الصيني، ولجعل إدارة الفضاء الوطنية الصينية ثالث وكالة فضاءٍ ترسل مركبة إلى تلك النُّقطة، بعد ناسا وإيسا. دخلت المركبة المدار حول نقطة L2 في 25 أغسطس سنة 2011، وبدأت بإرسال المعلومات إلى الأرض من موقعها الجديد في شهر سبتمبر من العام ذاته. مكثت المركبة في النُّقطة ذاتها حتى شهر أبريل سنة 2012، حيث بدأت منذ ذلك الحين رحلةً غير مخططة مسبقاً إلى كويكب 4179 توتاتيس، والذي بلغته بنجاحٍ في شهر ديسمبر من العام نفسه، وقد جعلت هذه الرحلة إدارة الفضاء الصينية رابع وكالة فضاءٍ في العالم ترسل مركبةً لاستكشاف كويكب عن قُرب. حتى سنة 2014، كانت مركبة تشانغ آه-2 قد ابتدعت أكثر من 100 مليون كيلومتر عن الأرض، ولا زالت تجري المركبة مهمَّة طويلة الأمد لاختبار أنظمة التحكم والتتبُّع الصينية.